# دومبريا
بلدية دومبريا (بالإسبانية: Dumbría)‏، هي إحدى بلديات مقاطعة لا كرونيا إحدى مقاطعات إسبانيا، و التي تقع في منطقة جليقية شمال غرب إسبانيا.
يبلغ عدد سكانها 4.428 نسمة وفقاً لإحصائية سنة (2002).